# بولاک-گاردبی، کبک
بولاک-گاردبی (به فرانسوی: Beaulac-Garthby) شهری در منطقه شهری له آپالاش ناحیه شودییر-آپالاش در استان کبک کانادا است. در سرشماری سال ۲۰۱۱ این شهر ۹۲۲ نفر جمعیت داشته‌است و مساحت آن ۷۶٫۸۱ کیلومتر مربع است.